# Il mistero del cadavere scomparso
Il mistero del cadavere scomparso (Dead Men Don't Wear Plaid) è un film di genere parodico e satirico del filone del film noir girato nel 1982 da Carl Reiner. È interpretato da Steve Martin e Rachel Ward.
Particolarità del film è che, grazie ad artifici di montaggio, gli attori riescono a "dialogare" con attori famosi della prima metà del XX secolo, presenti con cameo attraverso immagini estrapolate da film da loro interpretati: Alan Ladd, Humphrey Bogart, Ava Gardner, Bette Davis, James Cagney, Barbara Stanwyck, Lana Turner, Burt Lancaster, Veronica Lake, Ingrid Bergman, Vincent Price, Cary Grant, Kirk Douglas e altri ancora.
È l'ultimo film della lunga carriera della celebre costumista hollywoodiana Edith Head, morta nel 1981. La pellicola è a lei dedicata.

## Trama
La storia narra dell'indagine condotta dall'investigatore privato Rigby Reardon intento a ritrovare una persona scomparsa. Alla fine si comprenderà che dietro alla scomparsa vi è un complotto intento a distruggere il mondo utilizzando la muffa dei latticini.

## Film citati
L'elenco dei film da cui sono stati tratti alcuni spezzoni:
- Il fuorilegge (1942)
- La chiave di vetro (1942)
- La fiamma del peccato (1944)
- Giorni perduti (1945)
- I gangsters (1946)
- Sorvegliato speciale (1941)
- Prigioniera di un segreto (1942) (non accreditato)
- Il prezzo dell'inganno (1946)
- Perdutamente (1946)
- Il grande sonno (1946)
- Il postino suona sempre due volte (1946)
- La fuga (1947)
- Corruzione (1949)
- La furia umana (1949)
- Il sospetto (1941)
- Notorious - L'amante perduta (1946)
- Le vie della città (1947)
- Il terrore corre sul filo (1948)
- Il diritto di uccidere (1950)